# Сен-Совёр (церковь)
Церковь Сен-Совёр (фр. L'église Saint-Sauveur — церковь Святого Спасителя) — бывшая католическая церковь в Париже, Франция, разрушенная в конце XVIII века. Находилась на углу улиц Сен-Совёр и Сен-Дени во 2-м округе Парижа.

## История
Церковь Сен-Совёр, упоминаемая ещё в 1216 году, называлась «Капеллой Башни» (Сhapelle de la Tour) из-за близости башни, снесённой в 1778 году.
Перестроенная в XVI веке, старая церковь была снесена в 1787 году с расчётом на её расширение. Реконструкция началась под руководством архитектора Бернара Пуайе, и в 1790 году церковь Сен-Совёр оставалась одной из 51 приходских церквей Парижа. Но реконструкция была прервана Французской революцией и позднее не возобновилась. В конечном итоге здание было полностью разрушено.